# Федірківська сільська рада (Волочиський район)
Федіркі́вська сільська́ ра́да — адміністративно-територіальна одиниця та орган місцевого самоврядування в Волочиському районі Хмельницької області. Адміністративний центр — село Федірки.

## Загальні відомості
- Територія ради: 43,19 км²
- Населення ради: 1 547 осіб (станом на 2001 рік)
- Територією ради протікає Бованець

## Населені пункти
Сільській раді підпорядковані населені пункти:
- с. Федірки
- с. Мирівка
- с. Ріпна
- с. Сербинів

## Склад ради
Рада складається з 18 депутатів та голови.
- Голова ради: Кучер Леонід Феодосійович
- Секретар ради: Похила Олександр Миколайович

### Керівний склад попередніх скликань
| Прізвище, ім'я, по батькові | Основні відомості                                                             | Дата обрання | Дата звільнення |
| --------------------------- | ----------------------------------------------------------------------------- | ------------ | --------------- |
| Яцишен Анатолій Антонович   | Сільський голова, 1954 року народження, член Народної партії                  | 26.03.2006   | 01.08.2008      |
| Кучер Леонід Феодосійович   | Сільський голова, 1962 року народження, освіта вища, член партії Єдиний Центр | 15.03.2009   | 31.10.2010      |
| Кучер Леонід Феодосійович   | Сільський голова, 1962 року народження, освіта вища, член партії Єдиний Центр | 31.10.2010   |                 |

Примітка: таблиця складена за даними сайту Верховної Ради України

### Депутати
За результатами місцевих виборів 2010 року депутатами ради стали:

#### За суб'єктами висування
| Суб'єкт висування | Кількість обраних депутатів | %   |
| ----------------- | --------------------------- | --- |
| Самовисування     | 18                          | 100 |

#### За округами
| № округу | Прізвище, ім'я, по батькові          | Дата визнання обраним | Освіта  | Партійна приналежність | Відомості про обраного депутата                       |
| -------- | ------------------------------------ | --------------------- | ------- | ---------------------- | ----------------------------------------------------- |
| 1        | Заверуха Михайло Васильович          | 02.11.2010            | вища    | член Народної партії   | СГК «Мир», агроном                                    |
| 2        | Секретар Марія Олексіївна            | 02.11.2010            | середня | член Партії регіонів   | СГК «Мир», обліковець                                 |
| 3        | Климковецька Валентина Володимирівна | 02.11.2010            | вища    | позапартійна           | СГК «Мир», обліковець                                 |
| 4        | Сидорчук Зінаїда Теофанівна          | 02.11.2010            | вища    | член Партії регіонів   | тимчасово не працює                                   |
| 5        | Похила Олександр Миколайович         | 02.11.2010            | вища    | позапартійний          | Федірківська сільська рада, секретар                  |
| 6        | Журило Аліна Миколаївна              | 02.11.2010            | вища    | член Єдиного Центру    | Федірківська загальноосвітня школа І-ІІІ ст., вчитель |
| 7        | Королюк Андрій Володимирович         | 02.11.2010            | вища    | позапартійний          | СГК «Мир», ветеринарний фельдшер                      |
| 8        | Гасак Ганна Іванівна                 | 02.11.2010            | вища    | позапартійна           | Бібліотека с. Федірки, завідувачка                    |
| 9        | Уточкіна Тетяна В'ячеславівна        | 02.11.2010            | середня | позапартійна           | тимчасово не працює                                   |
| 10       | Цендрухович Юрій Анатолійович        | 02.11.2010            | середня | член Партії регіонів   | Волочиський РЕМ, контролер                            |
| 11       | Шавалюк Володимир Васильович         | 02.11.2010            | середня | позапартійний          | СГК «Мир», бригадир                                   |
| 12       | Мишенюк Олександр Степанович         | 02.11.2010            | середня | позапартійний          | тимчасово не працює                                   |
| 13       | Кучер Тетяна Миколаївна              | 02.11.2010            | вища    | член Єдиного Центру    | СВК «Ріпнянський», зоотехнік                          |
| 14       | Круглов Григорій Михайлович          | 02.11.2010            | вища    | позапартійний          | Ріпнянська загальноосвітня школа, вчитель             |
| 15       | Бурка Валентин Миколайович           | 02.11.2010            | вища    | позапартійний          | СВК «Ріпнянський», інженер                            |
| 16       | Похила Людмила Василівна             | 02.11.2010            | вища    | член Єдиного Центру    | СВК «Ріпнянський», бухгалтер                          |
| 17       | Клак Андрій Леонідович               | 02.11.2010            | вища    | позапартійний          | ФСТ «Колос», тренер                                   |
| 18       | Дем'янова Лариса Миколаївна          | 02.11.2010            | вища    | член Єдиного Центру    | Клуб с. Ріпна, завідувачка                            |